# Dominicus Aten
Dominicus (Do) Aten (Amsterdam, 9 oktober 1930 − Uffelte, 15 januari 2016) was een Nederlands jurist en rechter.

## Biografie
Aten was een zoon van advocaat en procureur mr. Dominicus Aten en Maria Catharina Verkade, lid van het patriciaatsgeslacht Verkade. Hij trouwde met mr. Johanna Catharina Bruijn.
Aten studeerde rechten aan de Universiteit Utrecht en ging daarna in 1956 werken als officier-secretaris bij de krijgsraad van 's-Gravenhage en 's-Hertogenbosch. Vanaf 1957 werkte hij als advocaat in Rotterdam om daarna de raio-opleiding te gaan volgen en tevens te gaan werken als gerechtssecretaris bij de rechtbank Assen. Hij werd in 1968 benoemd tot rechter bij de Rechtbank Leeuwarden; vanaf 1989 tot aan zijn pensionering in 1995 was hij vicepresident van die rechtbank.